# Valerij Karpin
Valerij Georgijevič Karpin (rusky Карпин Валерий Георгиевич; * 2. února 1969, Narva, Estonská SSR) je bývalý ruský reprezentační fotbalista, který hrál hlavně na postu pravého záložníka. Od roku 2021 trénuje Rusko.
Karpin se narodil na území pozdějšího Estonska, ale rozhodl se reprezentovat Rusko.
Karpinovo jméno se objevilo v kauze Panama Papers.

## Klubová kariéra
Od roku 1990 do roku 1994 svými výkony táhnul FK Spartak Moskva a v letech 1992, 1993 a 1994 s ním slavil ligové tituly. Spartak uspěl také na evropských trávnících, v ročníku 1992/93 Poháru vítězů pohárů (předchůdce Ligy mistrů). Karpin se výraznou měrou podílel na postupu přes Liverpool ve druhém kole, když se v Moskvě dvakrát trefil a přispěl k výhře 4:2, Spartak zvítězil venku 2:0 a nakonec dokráčel až do semifinále.
Roku 1994 přestoupil do španělského celku Real Sociedad. Po jedné sezóně ve Valencii odešel do Celty Vigo, kde působil 5 let a spolu s ruským spoluhráčem Alexandrem Mostovým utvořil ofenzivní tandem, který tým dovedl do finále španělského poháru v roce 2001. Zásluhou Mostovoje s Karpinem se Celta Vigo také třikrát za sebou probojovala do čtvrtfinále Poháru UEFA. Mezi roky 2002 a 2005 opět působil v Realu Sociedad.

## Reprezentační kariéra
Karpin se představil na MS 1994. V úvodu nezabránil porážce Ruska s Brazílií 0:2
a do druhého zápasu zasáhl jako střídající hráč, Rusové však prohráli znovu, tentokrát 1:3 se Švédskem.
Ve třetím skupinovém zápase s Kamerunem začal opět od začátku, vysoká výhra 6:1 však na postup nestačila.
Karpin měl být oporou ruského mužstva na evropském šampionátu v roce 1996. Během prvního zápasu byl u vyrovnávacího gólu svého týmu – jeho střela se odrazila ke spoluhráči Iljovi Cymbalarovi, který dostal míč do sítě za záda italského brankáře Angela Peruzziho.
Ve druhém utkání proti Německu přišel na hřiště až jako střídající hráč do druhého poločasu a vystřídal Vladislava Radimova.
Neodvrátil prohru Rusů 0:3.
Třetí zápas proti Česku odehrál kompletní. Rusové sahali po první výhře, Karpin ale v závěru udělal chybu, když přišel ve středu pole o míč. Češi dokázali míč prostrčit na útočníka Vladimíra Šmicera, který srovnal na 3:3 a posunul českou reprezentaci do další fáze turnaje.
V roce 2002 byl mezi nominovanými na MS 2002. Prosadil se hned během prvního zápasu proti Tunisku, kdy se v 64. minutě chopil penalty a zvýšil na 2:0, tímto výsledkem zápas skončil. Na pravém okraji zálohy nastoupil do druhého zápasu proti Japonsku, proti pořadatelům se Rusové neprosadili a prohráli 0:1. Rusko ve třetím zápase podlehlo 2:3 Belgii a nepostoupilo, Karpin ale patřil k nejlepším hráčům.

## Trenérská kariéra
V srpnu 2008 se stal generálním ředitelem Spartaku Moskva. Od roku 2009 do roku 2014 Spartak trénoval a dvakrát skončil na 2. místě (2009, 2012). V sezóně 2010/11 dovedl klub do čtvrtfinále. Na jaře 2011 kvůli výsledkové krizi rezignoval, ale po vyhazovu jeho nástupce Unaie Emeryho se na podzim téhož roku opět chopil trenérské role. V březnu 2014 trenérské křeslo opustil definitivně.
Působení ve španělské Mallorce a v Torpedu Armavir nebylo ani v jednom případě úspěšné. Po půlroční pauze se vrátil ke trénování, když se v prosinci 2017 upsal týmu FK Rostov. Pozici trenéra v Rostově opustil v srpnu 2021, krátce po jmenování reprezentačním trenérem Ruska. Na lavičku Rostova se vrátil 10. března 2022. Až do února 2025 vedl souběžně klub z Rostova a ruskou reprezentaci.

## Úspěchy
FK Spartak Moskva
- Nejvyšší ruská fotbalová soutěž – Premier Liga
  - 3× vítěz (1992, 1993, 1994)

Celta Vigo
- Pohár Intertoto
  - 1× vítěz (2000)